# Before You
Before You is een nummer van de Amerikaanse singer-songwriter Benson Boone uit 2022.
"Before You" is een ballad waarin Boone zijn liefde verklaart aan zijn vriendin. Het nummer flopte in Boonse's thuisland Amerika, maar werd in Nederland en Noorwegen wel een klein hitje. In de Nederlandse Top 40 bereikte het de 38e positie.